# Heriaeus hirtus
Heriaeus hirtus (Latreille, 1819) è una specie di ragno granchio appartenente alla famiglia Thomisidae.

## Distribuzione
Questa specie è presente nella maggior parte dell'Europa meridionale.

## Habitat
Questi ragni si possono trovare in ambienti soleggiati, nei cespugli e nei boschi sassosi, ma soprattutto sulle piante pelose, su alberi sempreverdi e sugli arbusti.

## Descrizione

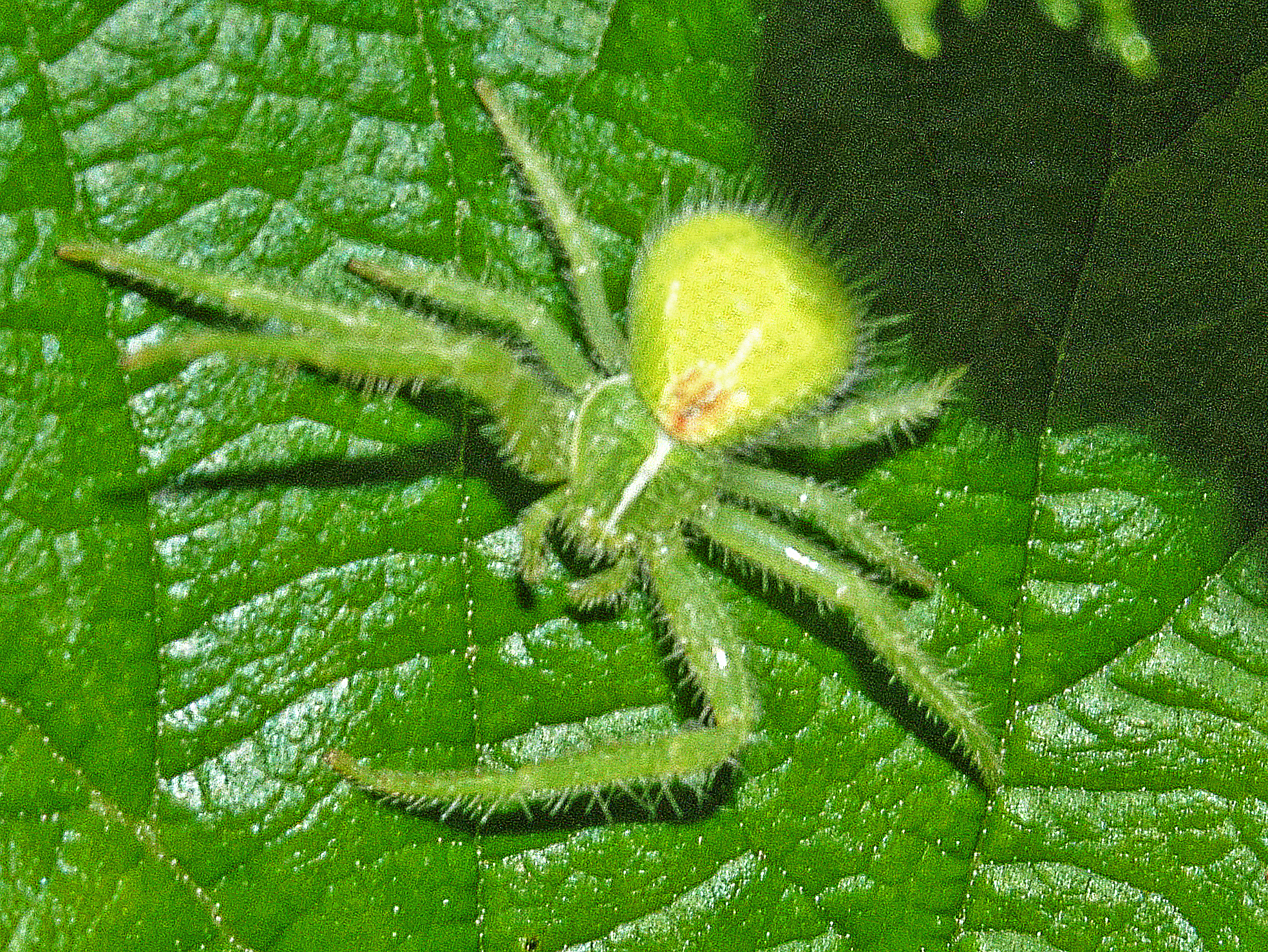
Maschio

Gli esemplari di Heriaeus hirtus puossno raggiungere una lunghezza corporea di 3,5-5,5 millimetri nei maschi, di 8-11 millimentri nelle femmine. Questi ragni sono solitamente di colore verde chiaro. L'addome è verde chiaro oppure giallo pallido, di forma approssimativamente triangolare e più lungo che largo. La zona ventrale dell'addome è anch'essa verde e presenta più file di punti neri. Le zampe sono anch'esse verdi. Sia il corpo che le zampe sono ricoperti da lunghe setole bianche. Il cefalotorace è diviso longitudinalmente da una netta linea mediana: solitamente presenta tre linee nette longitudinali e tre trasversali. I maschi hanno un addome più sottile delle femmine, solitamente con una macchia rossastra. Le femmine sono di colore verde pallido, con peli lunghi e spine. La struttura genitale esterna della femmina (epigino) è di colore verde piuttosto pallido, con una lingua quasi circolare. Sugli artigli anteriori sono presenti tre denti. Questa specie è abbastanza simile a Heriaeus melloteei e a Heriaeus graminicola.

## Biologia
Gli adulti si possono trovare da marzo a ottobre. Questi ragni cacciano gli insetti, in particolare api, vespe, mosche e farfalle.

## Riferimenti
1. 1 2  (FR) Thomise hirsute (Heriaeus hirtus), su Les carnets nature de Jessica - Photographie et illustration naturaliste. URL consultato il 21 giugno 2025.
2. 1 2 3  (EN) araneae - Heriaeus hirtus, su araneae.nmbe.ch. URL consultato il 21 giugno 2025.